# Wilkau (Zülz)
Wilkau, polnisch Wilków (1936–1945: Willenau) ist eine Ortschaft in der Gemeinde Zülz (Biała) im Powiat Prudnicki (Kreis Neustadt O.S.) in der polnischen Woiwodschaft Oppeln.

## Geographie

### Geographische Lage
Das Angerdorf Wilkau liegt im Süden der historischen Region Oberschlesien. Der Ort liegt etwa acht Kilometer östlich des Gemeindesitzes Zülz, etwa 15 Kilometer nordöstlich der Kreisstadt Prudnik und etwa 35 Kilometer südwestlich der Woiwodschaftshauptstadt Opole.
Wilkau liegt in der Nizina Śląska (Schlesische Tiefebene) innerhalb der Płaskowyż Głubczycki (Leobschützer Lößhügelland). Nördlich des Dorfes fließt die Młynska (Mühlgraben), ein rechter Nebenfluss des Zülzer Wasser (poln. Biała).

### Nachbarorte
Nachbarorte von Wilkau sind im Westen Rosenberg (Rostkowice), im Nordwesten Simsdorf (Gostomia), im Norden Neudorf (Nowa Wieś Prudnicka), im Osten Polnisch Müllmen (Mionów), im Süden Deutsch Müllmen (Wierzch) und im Südwesten Probnitz (Browiniec Polski).

## Geschichte

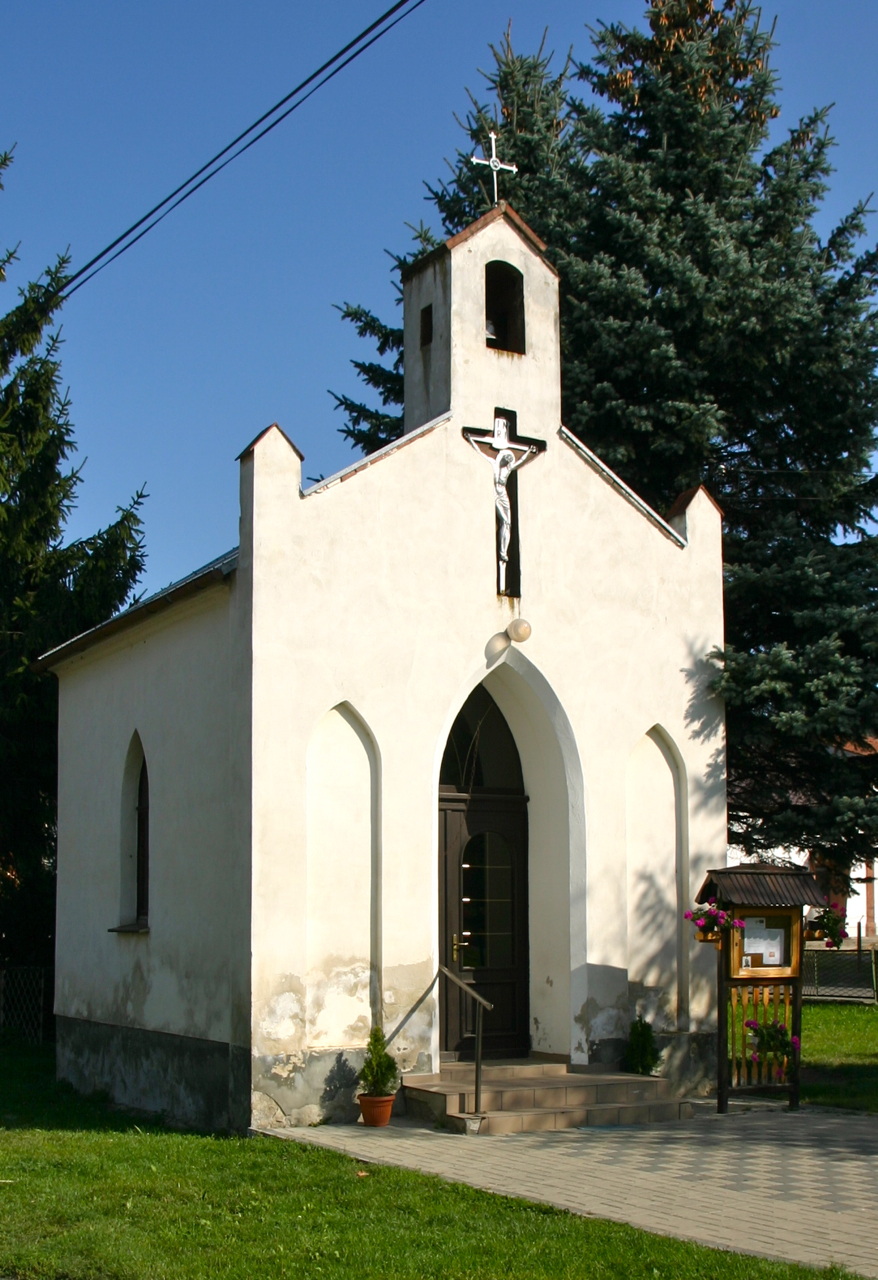
Kapelle

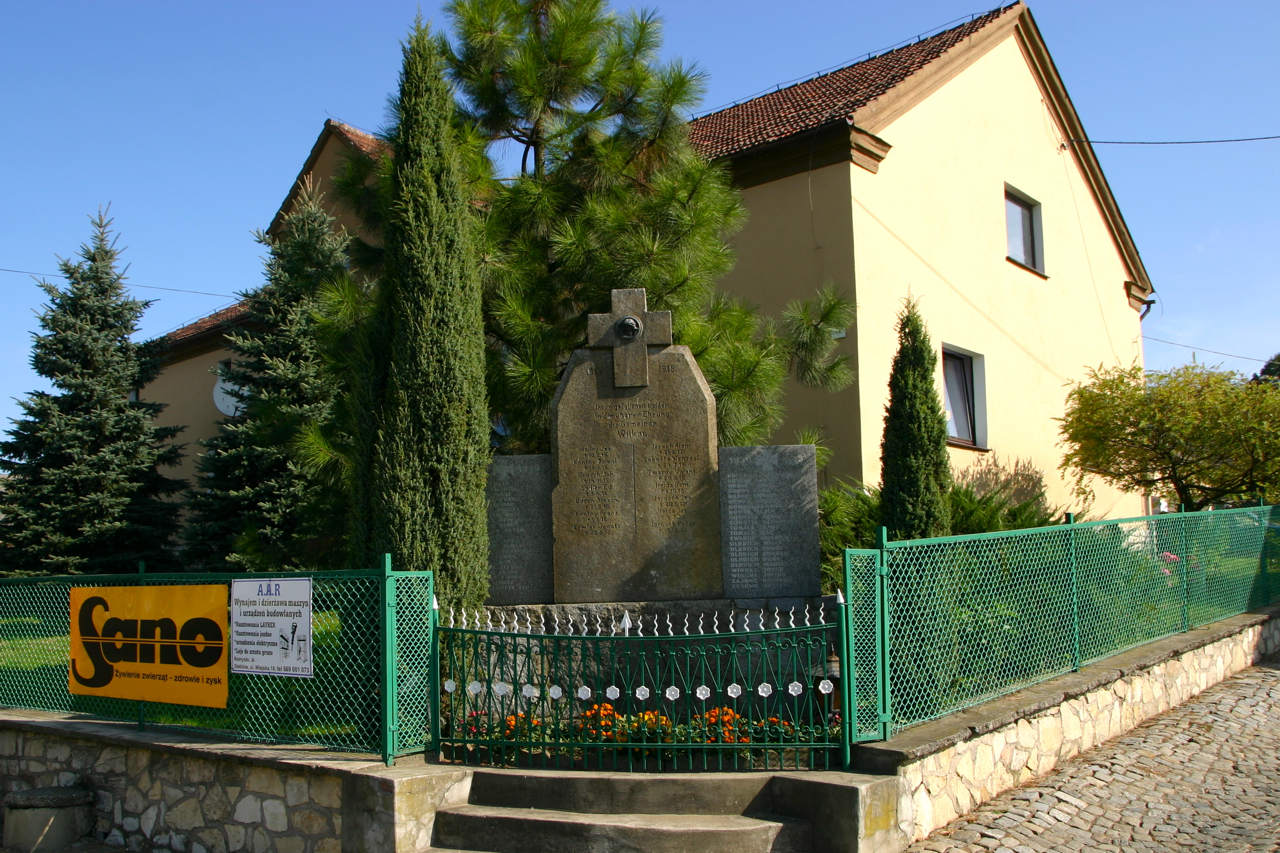
Gefallenendenkmal

Der Ort wurde im 16. Jahrhundert erstmals urkundlich erwähnt, 1531 als „Wilkow“, 1534 als „Wilkauw“ und 1571 als „Wilkuow“.
Nach dem Ersten Schlesischen Krieg 1742 gelangte Rosenberg mit dem größten Teil Schlesiens an Preußen. Am Ende des 18. Jahrhunderts hatte der Ort 159 Einwohner.
Nach der Neuorganisation der Provinz Schlesien gehörte die Landgemeinde Wilkau ab 1816 zum Landkreis Neustadt O.S. im Regierungsbezirk Oppeln. 1845 bestanden im Dorf eine Schmiede sowie 30 weitere Häuser. Im gleichen Jahr lebten in Wilkau 299 Menschen, allesamt katholisch. 1855 lebten 309 Menschen in Wilkau. 1858 wurde im Ort eine katholische Schule eingerichtet. 1865 bestanden im Ort 19 Bauern-, elf Gärtnerstellen. Die katholische Schule wurde im gleichen Jahr von 65 Schülern besucht. Eingepfarrt waren die Bewohner nach Deutsch-Müllmen. 1874 wurde der Amtsbezirk Simsdorf gegründet, welcher aus den Landgemeinden Deutsch Müllmen, Polnisch Müllmen und Wilkau bestand. 1885 zählte Wilkau 327 Einwohner. Ende des 19. Jahrhunderts hatte der Ort 53 Häuser und 327 Einwohner.
Bei der Volksabstimmung in Oberschlesien am 20. März 1921 stimmten 154 Wahlberechtigte für einen Verbleib bei Deutschland und 62 für Polen. Wilkau verblieb beim Deutschen Reich. 1933 lebten im Ort 332 Einwohner. Am 15. Juni 1936 wurde der Ort in Willenau umbenannt. 1939 hatte Willenau 304 Einwohner. Bis 1945 befand sich der Ort im Landkreis Neustadt O.S.
1945 kam der bisher deutsche Ort unter polnische Verwaltung und wurde in Wilków umbenannt und der Woiwodschaft Schlesien angeschlossen. 1950 kam der Ort zur Woiwodschaft Oppeln und seit 1999 gehört er zum Powiat Prudnicki. Am 6. März 2006 wurde in der Gemeinde Zülz, der Wilkau angehört, Deutsch als zweite Amtssprache eingeführt. Am 24. November 2008 erhielt der Ort zusätzlich den amtlichen deutschen Ortsnamen Wilkau.

## Sehenswürdigkeiten und Denkmale
- Denkmal für die Gefallenen beider Weltkriege
- Kapelle
- Wegkreuz
- Bildstock mit Bildnis der Heiligen Anna